# Miguel Esguelha
Miguel Esguelha (* 1878; † 1938) war ein portugiesischer Politiker.
Er war von 1928 bis 1934 Präsident der Câmara Municipal von Vila Franca de Xira. In der Stadt sind eine Straße und ein Platz nach ihm benannt.

## Quelle
- Straßenschild

| Personendaten    | Personendaten             |
| ---------------- | ------------------------- |
| NAME             | Esguelha, Miguel          |
| KURZBESCHREIBUNG | portugiesischer Politiker |
| GEBURTSDATUM     | 1878                      |
| STERBEDATUM      | 1938                      |